# Wildpark Klaushof
Koordinaten: 50° 13′ 33,3″ N, 10° 2′ 9,6″ O
Der Wildpark Klaushof (Eigenschreibweise: Wild-Park Klaushof) ist ein Wildpark im UNESCO-Biosphärenreservat Rhön in Bayern.

## Lage
Der Wildpark Klaushof liegt etwa vier Kilometer nordwestlich von Bad Kissingen an der alten Straße Bad Kissingen–Poppenrother Höhe in etwa 330 Meter über NN.
In der Nähe des Wildparks befinden sich ein Parkplatz, ein Kiosk im Alten Forsthaus und ein Rundweg an besonders dicken und alten Bäumen vorbei, genannt Pfad der Baumgiganten. Vom Klaushof führt ein Wanderweg durch das Kaskadental zur Fränkischen Saale hinunter.
Der Wildpark ist von Bad Kissingen aus mit dem Kurbähnle erreichbar.

## Geschichte und Beschreibung
Am 19. Mai 1971 wurde der Wildpark Klaushof eröffnet. Die Anlage befindet sich in einem artenreichen Mischwald und wird jährlich von etwa 60.000 Personen besucht.
Der ganzjährig geöffnete Wildpark hat eine Fläche von 30 Hektar. In weitläufigen Anlagen werden rund 350 Tiere von 30 Arten gehalten. Überwiegend handelt es sich um einheimische Wildarten. Dazu gehören braunes und weißes Damwild, Rotwild, Wildschweine, Biber, Fischotter, Luchse und eine Wildkatze. Auch Ziegen und Heckrinder sowie Fasane, Schneeeulen und Pfaue sind zu sehen.
Seit 1999 ist eine Voliere, die mit Waldvögeln besetzt ist, betretbar. 2011 wurde ein 800 m² großes naturnahes Gehege für Wildkatzen errichtet. Im Jahr 2018 wurde ein Insektenlehrpfad mit interaktiven Tafeln und Bienenstöcken eröffnet.
Am Eingang des Wildparks wird von den Vogelfreunden Bad Kissingen eine Volierenreihe mit exotischen Vögeln betreut.
In der Parkanlage bestehen zwei Kinderspielplätze. Für Kinder gibt es auch ein Streichelgehege. Durch den Wildpark führt ein Rundweg mit einer Länge von ca. 2,6 Kilometer.